# Insubordinação
Insubordinação é o ato deliberado de desobediência a um superior. Recusar a executar uma ação antiética ou ilegal não é considerada um tipo de insubordinação, tampouco evitar executar uma ação que não está dentro do escopo da autoridade da pessoa que emite a ordem. A insubordinação é geralmente um delito punível em organizações hierárquicas. No campo militar, é passível de prisão; no mercado de trabalho pode levar à demissão do empregado.